# 高寿
高 寿（こう じゅ、朝鮮語: 고수、生没年不詳）は、百済の古尓王代の文臣。261年2月、前年に行われた政治改革において新設された国王を護衛する近衛兵を管掌する衛士佐平に任命される。

## 出自
百済人の姓氏は、紀元前2世紀以来の濊や8世紀以降の統一新羅のような中国式姓名への改称はなく、固有語名を使用し続けた。高寿は、漢姓・漢名の中国人名であるため、漢王朝の武帝が紀元前108年に朝鮮半島に設置した植民地である楽浪郡・帯方郡で勢力を張った漢人豪族・楽浪高氏とみられる。
継体天皇十年（516年）、倭国に派遣された百済の五経博士に漢高安茂がいる。「漢高安茂」の「漢」は「高安茂」が漢人であることを示す表現とされており、高安茂が漢人であるならば、高寿、高興、高分屋なども同様とみられる。北朝鮮にある楽浪古墳群の梧野里第21号墳から出土した漆器の銘文には「高孝通」とあり、平壌貞柏洞古墳群2号墳からは「高常賢印」と刻印された銀印が出土しており、高氏の出自が、漢王朝の武帝が紀元前108年に朝鮮半島に設置した植民地である楽浪郡・帯方郡にあることを示す資料である。
朝鮮古代史学者の鄭載潤は、高寿は百済と地理的に近接した帯方郡の出身であり、百済と帯方郡の友好関係（百済責稽王の妻・宝菓夫人は帯方太守の娘の漢人であり、帯方郡と百済王は婚姻関係にあり、高句麗が帯方郡を攻撃すると、責稽王は帯方郡を救援するなど百済と帯方郡は友好関係にあった）によって、高寿を帯方郡から招聘したとみる見解があるが、高寿が招聘された人物であるならば、一定期間後に帯方郡に帰国したため、国王の警護責任者に該当する重責をそのような外部の人に任せることは疑問である、と指摘している。また、百済にとって高寿は必要な人材だったため、その必要性により百済に帰化した人物とみるのが妥当であり、百済が高寿を登用したのは、国王の役割が増大したことによる必要警護と新体制（佐平と15等からなる官制整備）の導入に関係があり、古尓王代に整備されたとされる佐平と15等からなる官制整備には高寿のような中国系人士の関与があった、と指摘している。